# みらい平駅

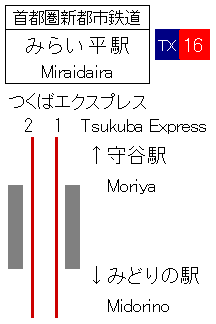
配線図

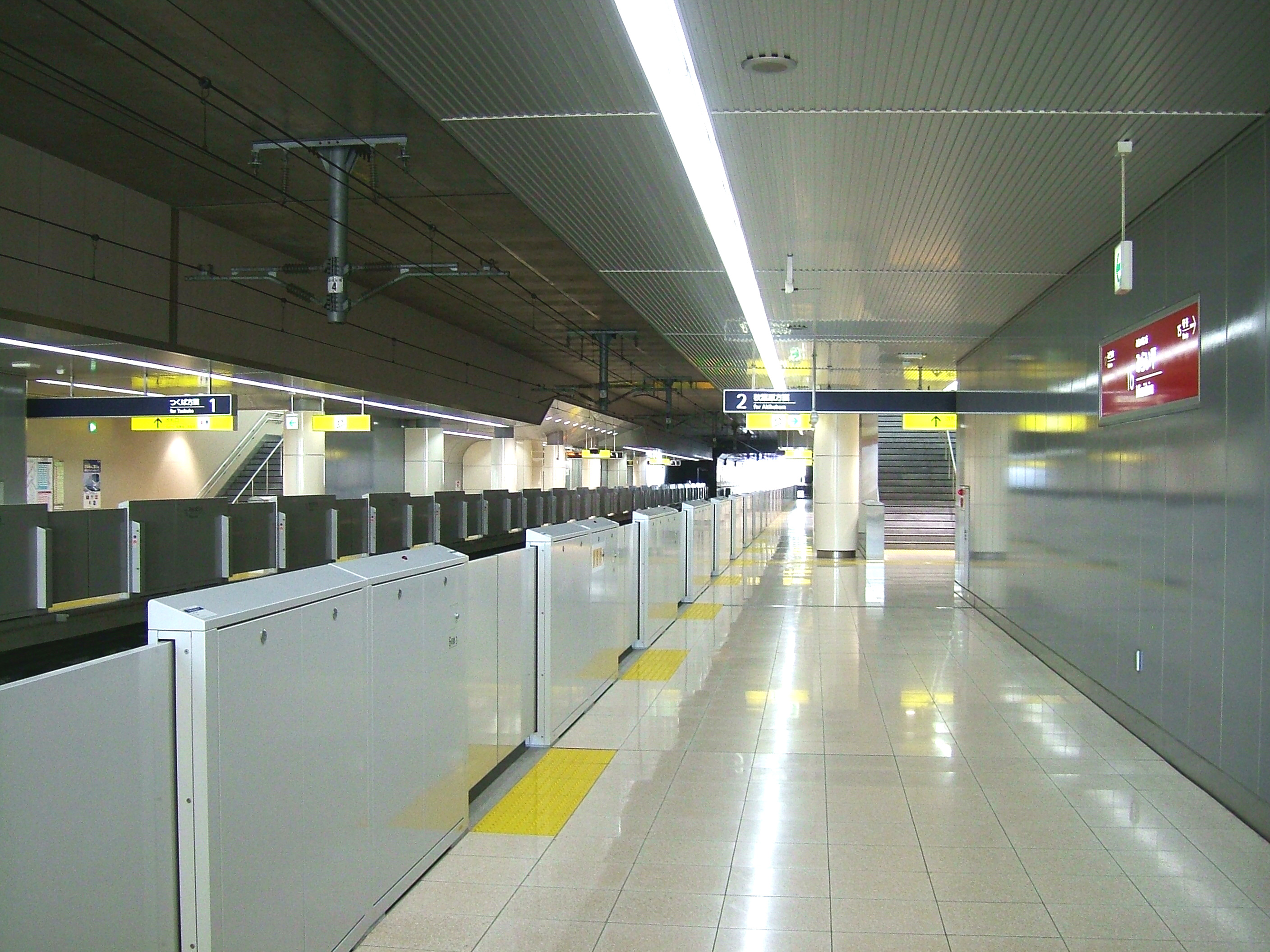
ホーム（2008年1月）

みらい平駅（みらいだいらえき）は、茨城県つくばみらい市陽光台一丁目にある、首都圏新都市鉄道つくばエクスプレスの駅である。駅番号はTX16。

## 歴史

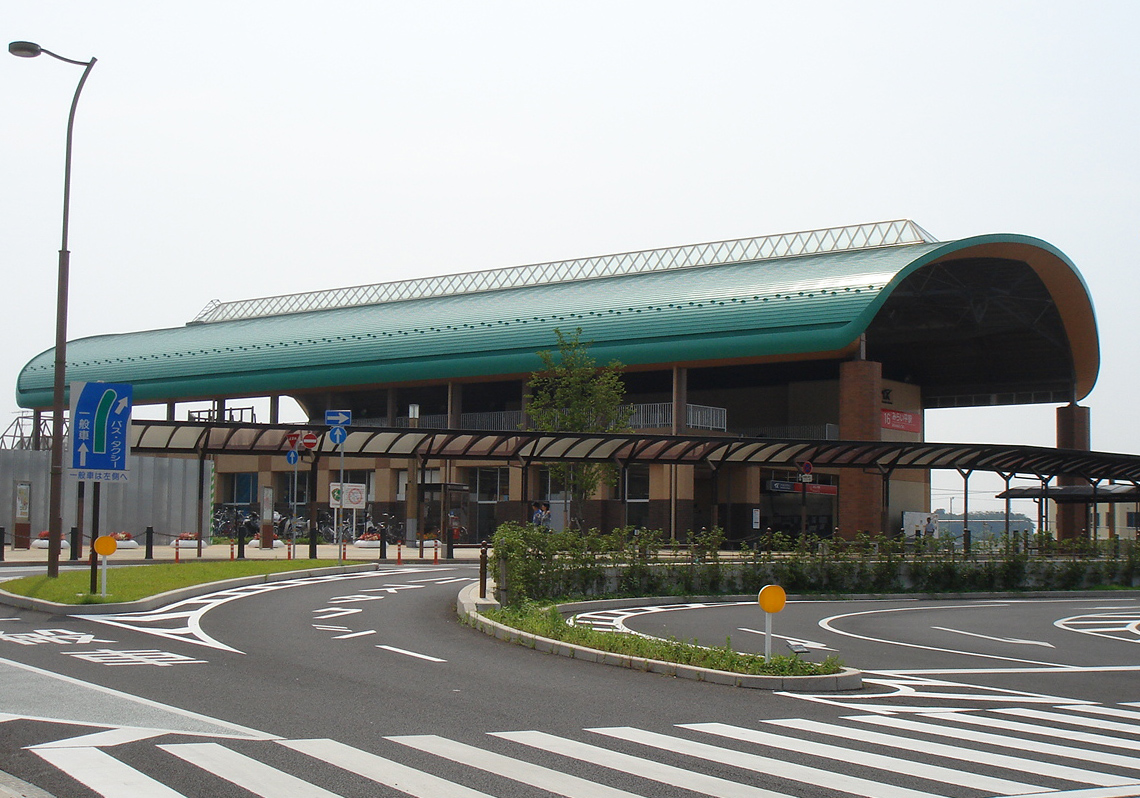
2006年8月6日時点の駅舎（駅後方のビルが未開業）

計画当初の（仮称）伊奈谷和原駅は、守谷駅とみどりの駅の中間点である、現在地より守谷寄り2km程の地点に設置される構想であった（成瀬付近）。
- 2004年3月12日 - 監査運転のために、初めて電車が乗り入れ。
- 2005年8月24日 - 筑波郡谷和原村大字東楢戸字小目作1722番地1（現在地）に開業。
- 2006年3月27日 - 筑波郡谷和原村、伊奈町の合併により、つくばみらい市東楢戸字小目作1722番地1に住所表記を変更。同時に予定町名及び仮画地番号の使用を開始し、陽光台一丁目4街区1画地の表記も使用される。
- 2013年6月29日 - 土地区画整理事業が終了したことにより、つくばみらい市陽光台一丁目5番地に住所表記を変更。

## 駅構造
相対式ホーム2面2線を有する。掘割構造のため駅舎は地平にあり、つくばエクスプレスの駅では唯一駅舎が独立して建てられている。駅舎は鉄筋コンクリート造りであるが、屋根を支えるアーチ状の梁は木材となっている。駅コンコースと、掘割にあるホームの間に吹き抜けが設けてある。

### のりば
| 番線 | 路線               | 方向 | 行先       |
| ---- | ------------------ | ---- | ---------- |
| 1    | つくばエクスプレス | 下り | つくば方面 |
| 2    | つくばエクスプレス | 上り | 秋葉原方面 |

## 利用状況
2024年度の1日平均乗車人員は5,944人である。
開業以来の1日平均乗車人員推移は下記の通り。
| 年度               | 1日平均 乗車人員 |
| ------------------ | ---------------- |
| 2005年（平成17年） | 905              |
| 2006年（平成18年） | 1,278            |
| 2007年（平成19年） | 1,860            |
| 2008年（平成20年） | 2,383            |
| 2009年（平成21年） | 2,800            |
| 2010年（平成22年） | 3,149            |
| 2011年（平成23年） | 3,387            |
| 2012年（平成24年） | 3,679            |
| 2013年（平成25年） | 4,004            |
| 2014年（平成26年） | 4,237            |
| 2015年（平成27年） | 4,609            |
| 2016年（平成28年） | 4,835            |
| 2017年（平成29年） | 5,094            |
| 2018年（平成30年） | 5,271            |
| 2019年（令和元年） | 5,479            |
| 2020年（令和02年） | 4,008            |
| 2021年（令和03年） | 4,492            |
| 2022年（令和04年） | 5,266            |
| 2023年（令和05年） | 5,811            |
| 2024年（令和06年） | 5,944            |

## 駅周辺
- みらい平駅前交番
- ピアシティみらい平
- 常陽銀行 みらい平リテールステーション
- 筑波銀行 みらい平支店
- カスミ フードスクエア みらい平駅前店
- とりせん みらい平店
- ヤックスドラッグつくばみらい平店
- セカンドストリートみらい平店

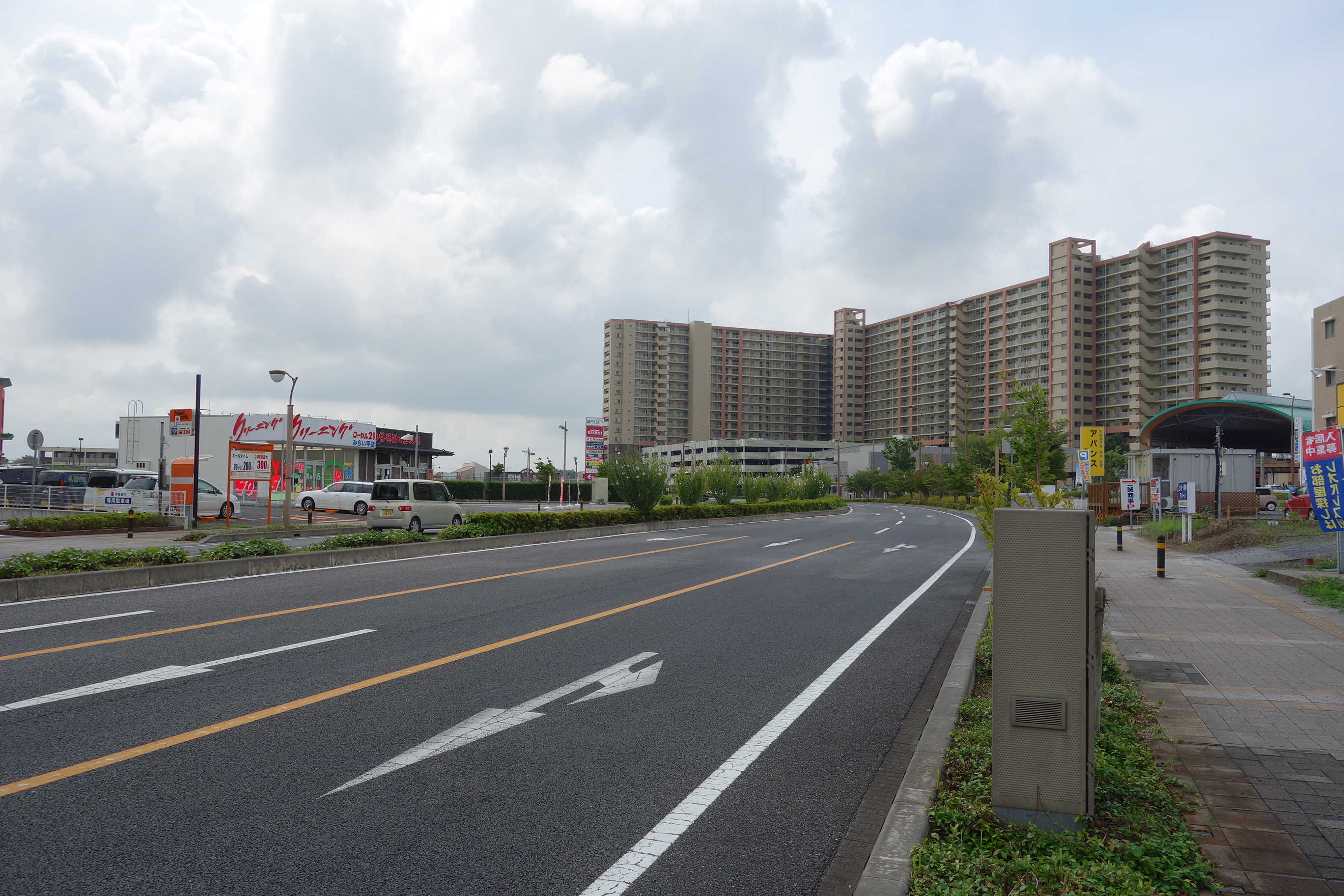
駅前通り

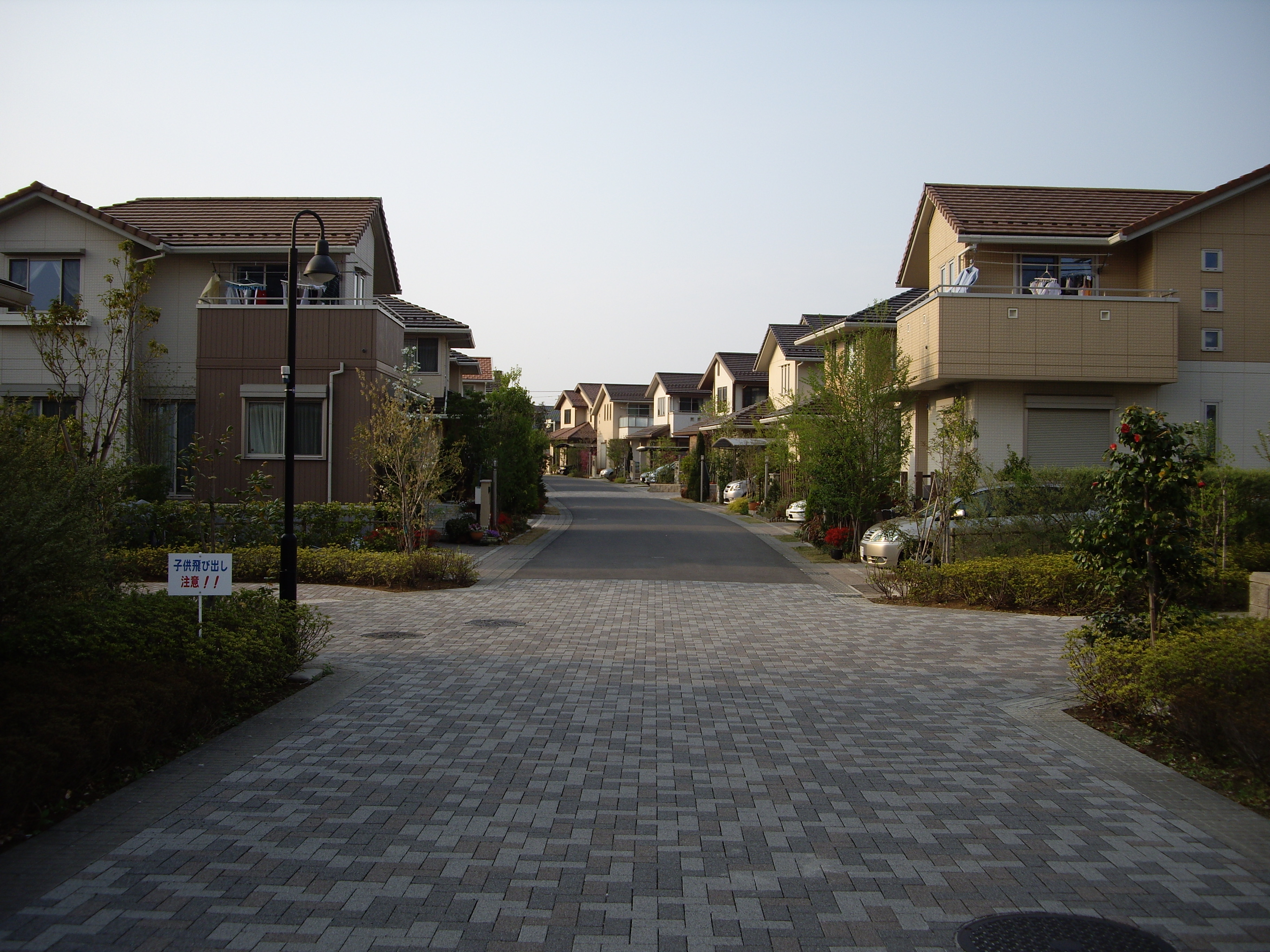
駅周辺の住宅街

- 農業・食品産業技術総合研究機構中央農業総合研究センター谷和原圃場
- アシックス関東つくば配送センター
- 高砂熱学イノベーションセンター
- 東福寺
- 板橋不動尊
- 筑波カントリークラブ
- 常陽カントリークラブ
- 茨城ゴルフ倶楽部
- 取手国際ゴルフ倶楽部
- ワープステーション江戸 - タクシーで約10分
- きらくやまふれあいの丘
- 伊奈聖地霊園
- 小張愛宕神社（国指定重要無形民俗文化財「綱火」会場）
- みらい平郵便局
- シャトレーゼみらい平店
- つくばみらい市立富士見ヶ丘小学校

### バス
つくば市谷田部地区、つくばみらい市伊奈地区・取手市方面への路線バスと、つくばみらい市のコミュニティバス「みらい号」が駅前を経由する。また、つくばみらい市役所伊奈庁舎 - 谷和原庁舎間無料シャトルバスを運行している。
一般路線バス
| 乗場 | 系統 | 主要経由地                                               | 行先       | 運行会社 |
| ---- | ---- | -------------------------------------------------------- | ---------- | -------- |
|      |      | 常陽ゴルフ場・つくば工科高校                             | 谷田部車庫 | ■関鉄    |
|      |      | 図書館入口・すみれ野団地入口・取手市役所入口・白山八丁目 | 取手駅西口 | ■関鉄    |

コミュニティバス
| 乗場 | 系統     | 主要経由地                                                              | 行先                   | 運行会社 |
| --- | -------- | ----------------------------------------------------------------------- | ---------------------- | -------- |
| | 東(右)   | 紫峰ヶ丘5丁目・きらくやまふれあいの丘・総合運動公園入口・板橋不動尊前   | 循環みらい平駅         | ■関鉄    |
| | 東(左)   | 紫峰ヶ丘5丁目・板橋不動尊前・・総合運動公園入口・きらくやまふれあいの丘 | 循環みらい平駅         | ■関鉄    |
| | 南(右)   | ワープステーション江戸・きらくやまふれあいの丘・伊奈庁舎・守谷駅東口    | 循環みらい平駅         | ■関鉄    |
| | 南(左)   | 守谷駅東口・伊奈庁舎・きらくやまふれあいの丘・ワープステーション江戸    | 循環みらい平駅         | ■関鉄    |
| | 北西(右) | 谷和原庁舎・守谷駅東口・小絹駅・城山運動公園入口                        | 循環みらい平駅         | ■関鉄    |
| | 北西(左) | 城山運動公園入口・小絹駅・守谷駅東口・谷和原庁舎                        | 循環みらい平駅         | ■関鉄    |
| | 直行     | （途中無停車）                                                          | きらくやまふれあいの丘 | ■関鉄    |
| | 直行     | （途中無停車）                                                          | 伊奈庁舎               | ■関鉄    |
| | 直行     | （途中無停車）                                                          | 谷和原庁舎             | ■関鉄    |
| 備考 - 循環は循環路線 - 東ルート(右)は、つくばみらい市コミュニティバスみらい号の系統。東は東ルート、(右)は右回りを意味する。 |          |                                                                         |                        |          |

## 駅名の由来
計画時点での仮称は「伊奈谷和原駅」（いなやわらえき）であったが、公募などにより「みらい平」駅に決定した。「みらい平」は、元はつくばエクスプレス沿線地域全体の名称であった『みらい平・いちさと』から一部引用された名称である。
さらにこの駅名に関連し、旧・谷和原村と旧・伊奈町が合併して発足した自治体の名称が「つくばみらい市」となった。ただし、この「つくばみらい市」の名称についてはさまざまな議論がなされている（決定までの経緯の詳細はつくばみらい市の記事を参照）。

## 隣の駅
首都圏新都市鉄道
つくばエクスプレス線
■快速・■通勤快速（平日下りのみ運転）
通過
■区間快速・■普通
守谷駅 (TX15) - みらい平駅 (TX16) - みどりの駅 (TX17)
- ワールドレディスチャンピオンシップ開催時には、一部の快速が臨時停車する。

## その他
当駅を出発し本線上を南進すると、次の守谷駅との間にデッドセクション（交流20000V（50Hz）・直流1500Vの、交流・直流接続）がある。